# Georg Köhl (Fußballspieler)
Georg „Hauptmann“ Köhl (* 19. November 1910 in Nürnberg; † 15. Januar 1944 in Krakau, Generalgouvernement) war ein deutscher Fußballspieler.

## Karriere
Georg Köhl gehörte als Torwart zu den Mannschaften des 1. FC Nürnberg, die mit der deutschen Meisterschaft 1936 an die zahlreichen Erfolge des Club der Deakade 1920 anknüpfen konnte.
Zu den Stärken des relativ kleinen Köhl gehörte neben guten Reflexen auf der Linie die große Fangsicherheit, der sich die Bälle mit teilweise spektakulären Flügen durch den Strafraum sicherte. Damit stand er im direkten Gegensatz zu seinem legendären Vorgänger Heinrich Stuhlfauth und dessen Motto „Ein guter Torwart wirft sich nicht!“ Seinen Spitznamen „Hauptmann Köhl“ erhielt Köhl nach dem Dienstrang des damals deutschlandweit bekannten Transatlantikfliegers Hermann Köhl.
Im Oktober 1929 gab er sein Debüt in der ersten Mannschaft des 1. FC Nürnberg. Zunächst fiel es ihm schwer, aus Stuhlfauths Schatten herauszutreten. So notierte Trainer Jenő Konrád im Juni 1930: „Am unzuverlässigsten sind Köhls Leistungen.“ Doch bald stabilisierte sich Köhl und wurde unumstrittene Nummer 1 im Clubtor. Der städtische Angestellte galt als auffallende Erscheinung, der außerhalb des Platzes die Herzen der Frauen zuflogen. 1932 wurde er erstmals in eine süddeutsche Auswahlmannschaft berufen.
Ein erster großer Karrierehöhepunkt war das Finale um die deutsche Meisterschaft 1934, das der 1. FC Nürnberg jedoch mit 1:2 gegen den FC Schalke 04 verlor. Dem entscheidenden Treffer soll jedoch ein Foul von Ernst Kuzorra vorausgegangen sein. Im folgenden Jahr gelang jedoch im Pokal die Revanche, als der Club das Finale 1935 gegen Schalke mit 2:0 gewann. Köhl hielt dabei bravourös. Mit dem Gewinn der deutschen Meisterschaft 1936 krönte Köhl seine Laufbahn, zu der 1939 noch ein weiterer Pokalgewinn gehörte.
Während Köhl im Verein unumstritten Stuhlfauths Nachfolger wurde, gelang ihm dies in der deutschen Nationalmannschaft nicht. Dort war der Regensburger Hans Jakob Stammtorwart. Lediglich als amtierender deutscher Meister hütete Köhl am 21. März 1937 beim 3:2 gegen Luxemburg das Tor der Nationalmannschaft. Trotz einer guten Leistung gab ihm Reichstrainer Otto Nerz keine weitere Chance, was viele Experten mit der geringen Körpergröße Köhls erklärten.
1939 wurde Köhl zur Wehrmacht eingezogen. Das letzte seiner 490 Spiele für die 1. Mannschaft des 1. FC Nürnberg absolvierte er am 26. September 1943. Danach erlitt er an der Front einen Armdurchschuss, der eine schwere Infektion auslöste. Köhl verweigerte sich aus Sorge um seine Torwartkarriere einer lebensrettenden Armamputation und verstarb am 15. Januar 1944 in Krakau im Lazarett.

## Erfolge
- Deutscher Meister 1936
- Deutscher Pokalsieger 1935, 1939